# Chuxiongosaurus lufengensis
Chuxiongosaurus lufengensis ("lagarto de Chuxiong de la formación  Lufeng") es la única especie conocida del género extinto Chuxiongosaurus de dinosaurio sauropodomórfo saurópodo que vivió a principios del período Jurásico, hace aproximadamente entre 203 y 191 millones de años, desde el Hettangiense al Pliensbachiense, en lo que hoy es Asia. Los fósiles de este género se han encontrado en la Formación Bajo Lufeng, provincia de Yunnan, sur de China. Identificados por un cráneo casi completo, con algunas similitudes con Thecodontosaurus, fue descrito como el "primer dinosaurio saurópodo basal del Jurásico temprano de China , más basal que Anchisaurus". Fue nombrado por Lü Junchang, Kobayashi Yoshitsugu, Tianguang Zhong Li Shimin y en 2010, y la especie tipo es Chuxiongosaurus lufengensis.
El taxón se caracteriza por el hueso lagrimal perpendicular al margen ventral de la mandíbula superior, que es similar a la de Thecodontosaurus, además presenta una depresión en el perfil dorsal del hocico detrás de la fosa nasal, el perfil rostral del maxilar disminuye continuamente rostral la punta, y 25 dientes del dentario. También muestra características de prosaurópodos, como un cráneo relativamente largo, la pendiente del perfil rostral maxilar y los dientes que no están estrechados en la base de la corona. El nuevo género es más basal que Anchisaurus y representa el primer dinosaurio saurópodo basal del Jurásico temprano de China.